# Annales Générales des Sciences Physiques
Annales Générales des Sciences Physiques (abreviado Ann. Gén. Sci. Phys.) es una revista ilustrada con descripciones botánicas que fue editado en Bélgica. Se publicaron 8 números en los años 1819-1821.